# Oporzec (przystanek kolejowy)
Oporzec (ukr. Опорець, ros. Опорец) – przystanek kolejowy w miejscowości Oporzec, w rejonie stryjskim, w obwodzie lwowskim, na Ukrainie. Leży na linii Lwów – Stryj – Batiowo – Czop.